# British Airways

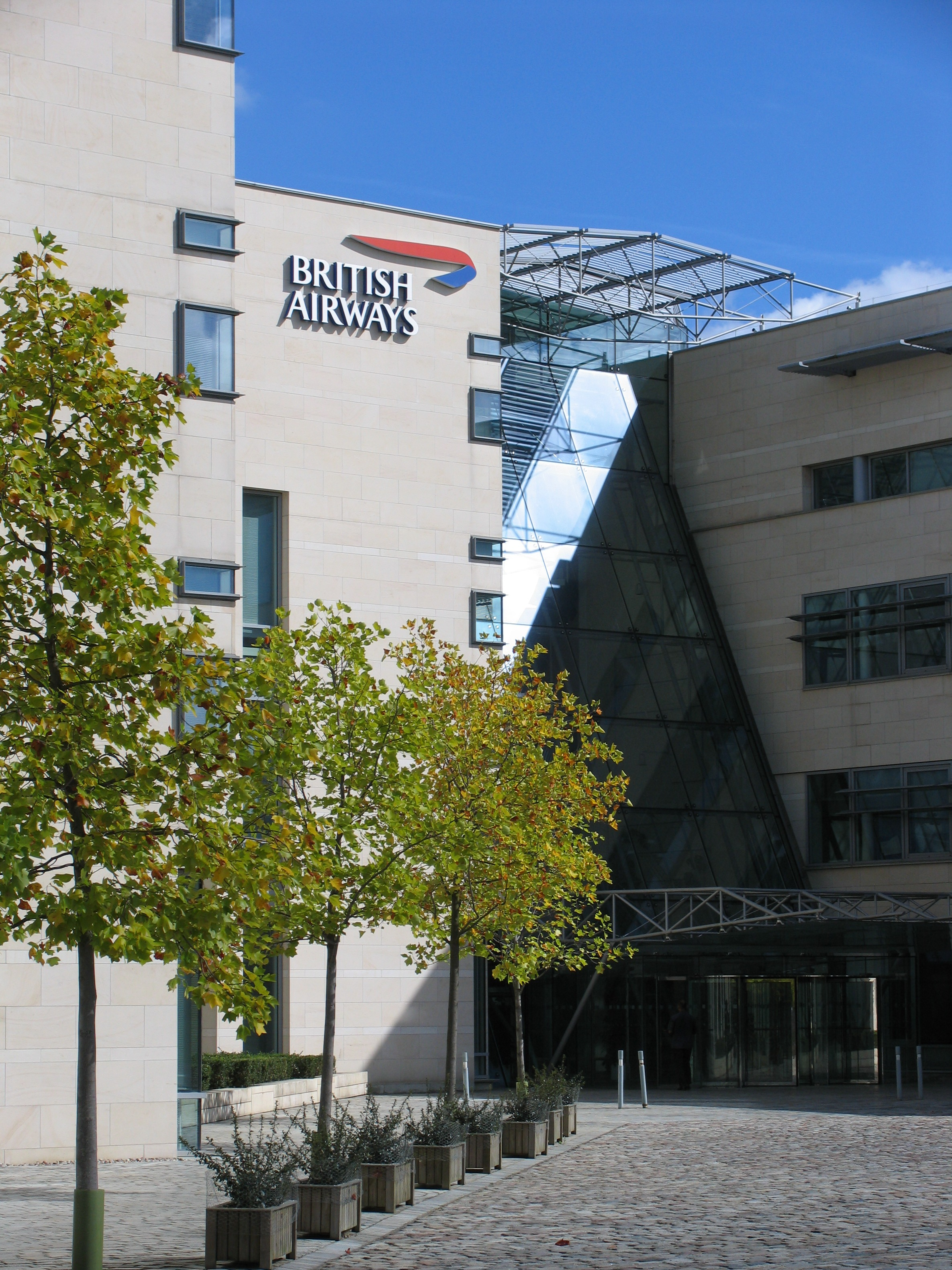
Waterside - Het hoofdkantoor van British Airways

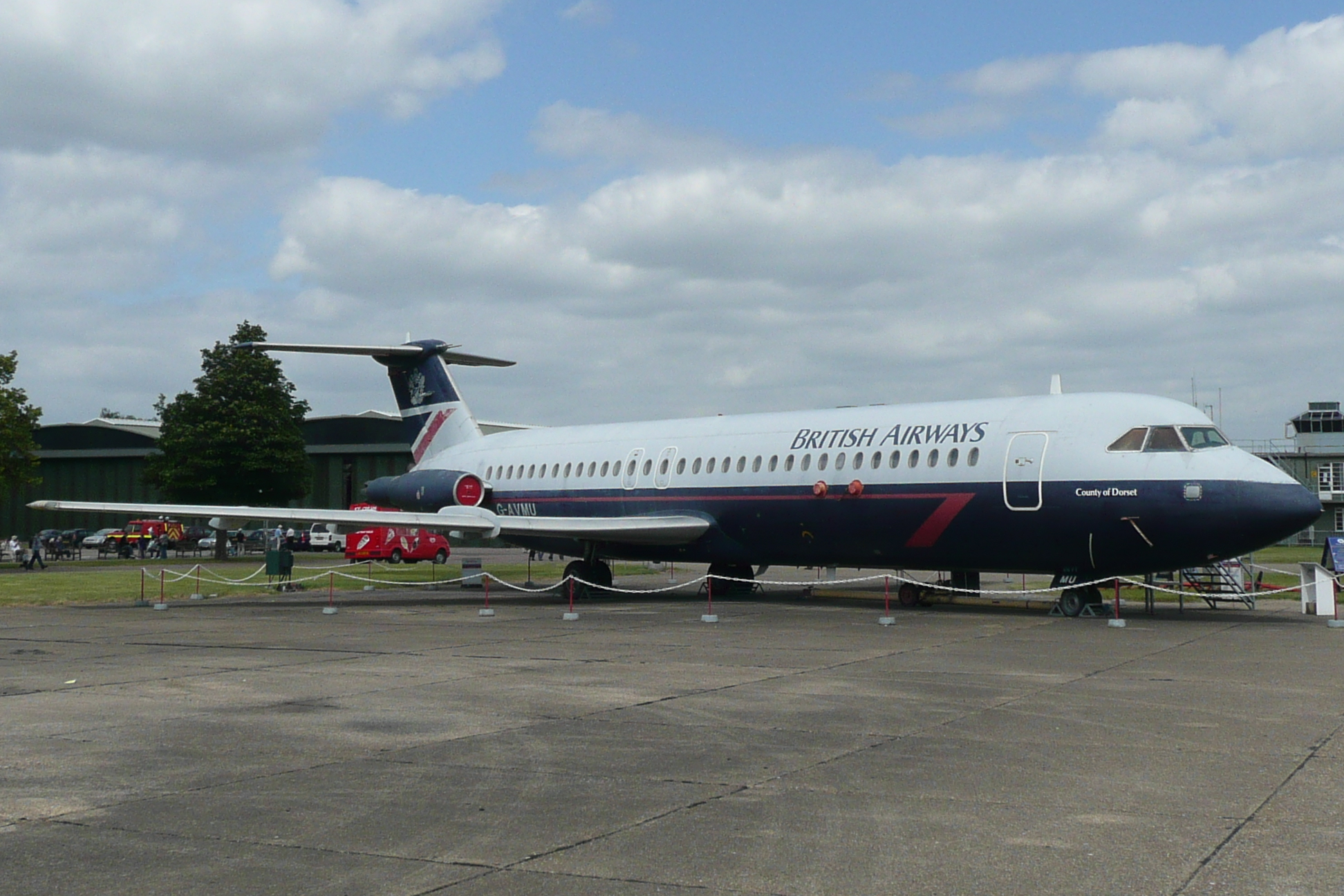
BAC One-Eleven

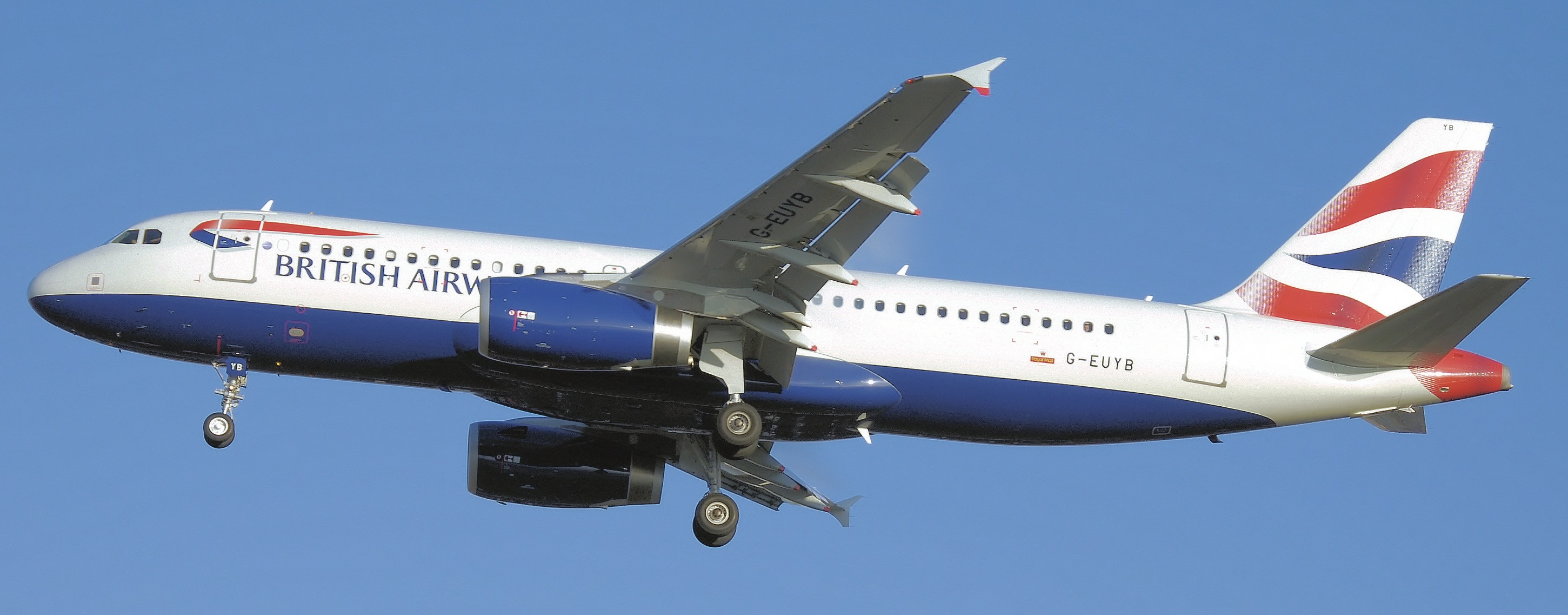
Airbus A320-200

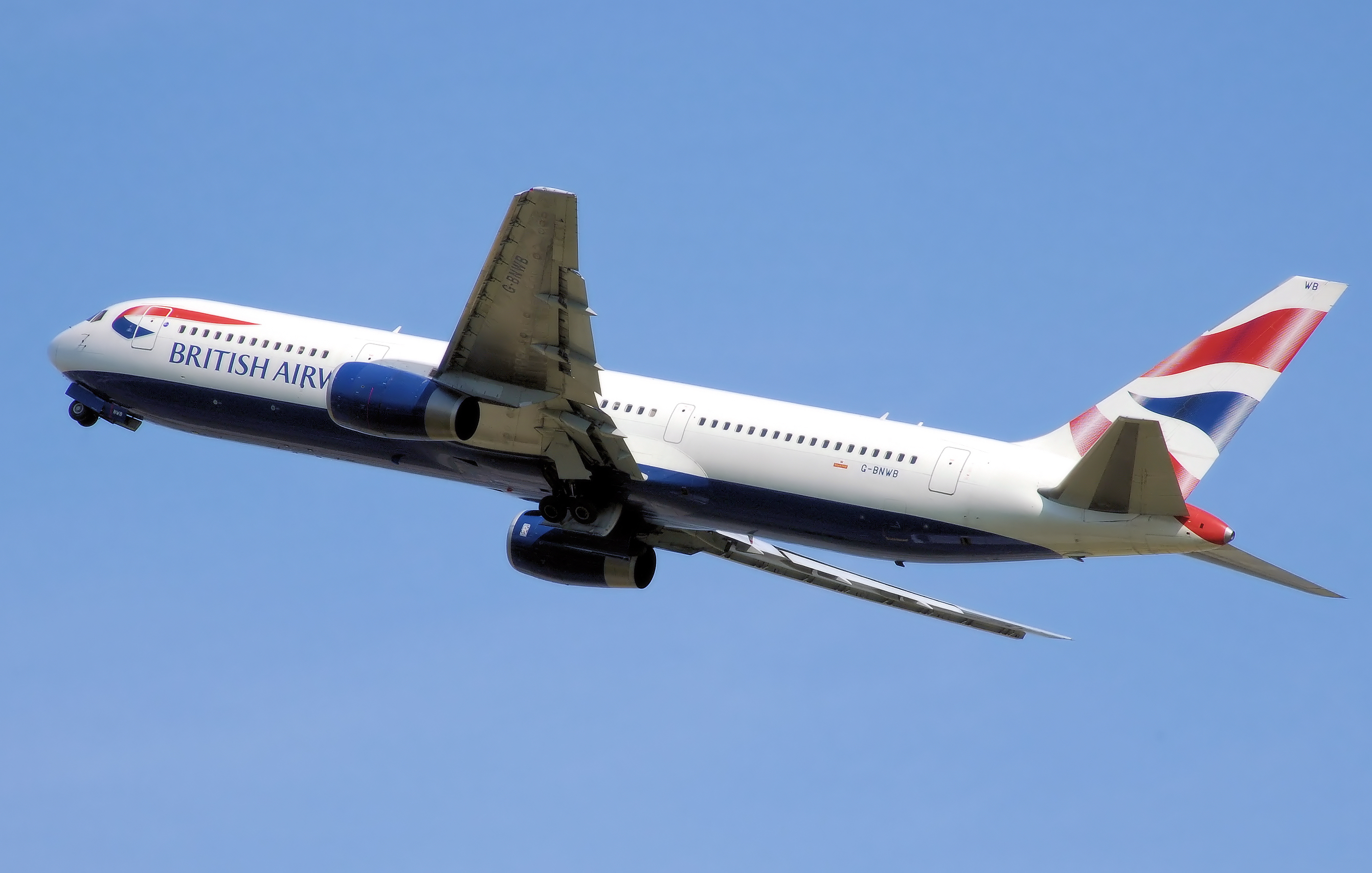
Boeing 767-300ER

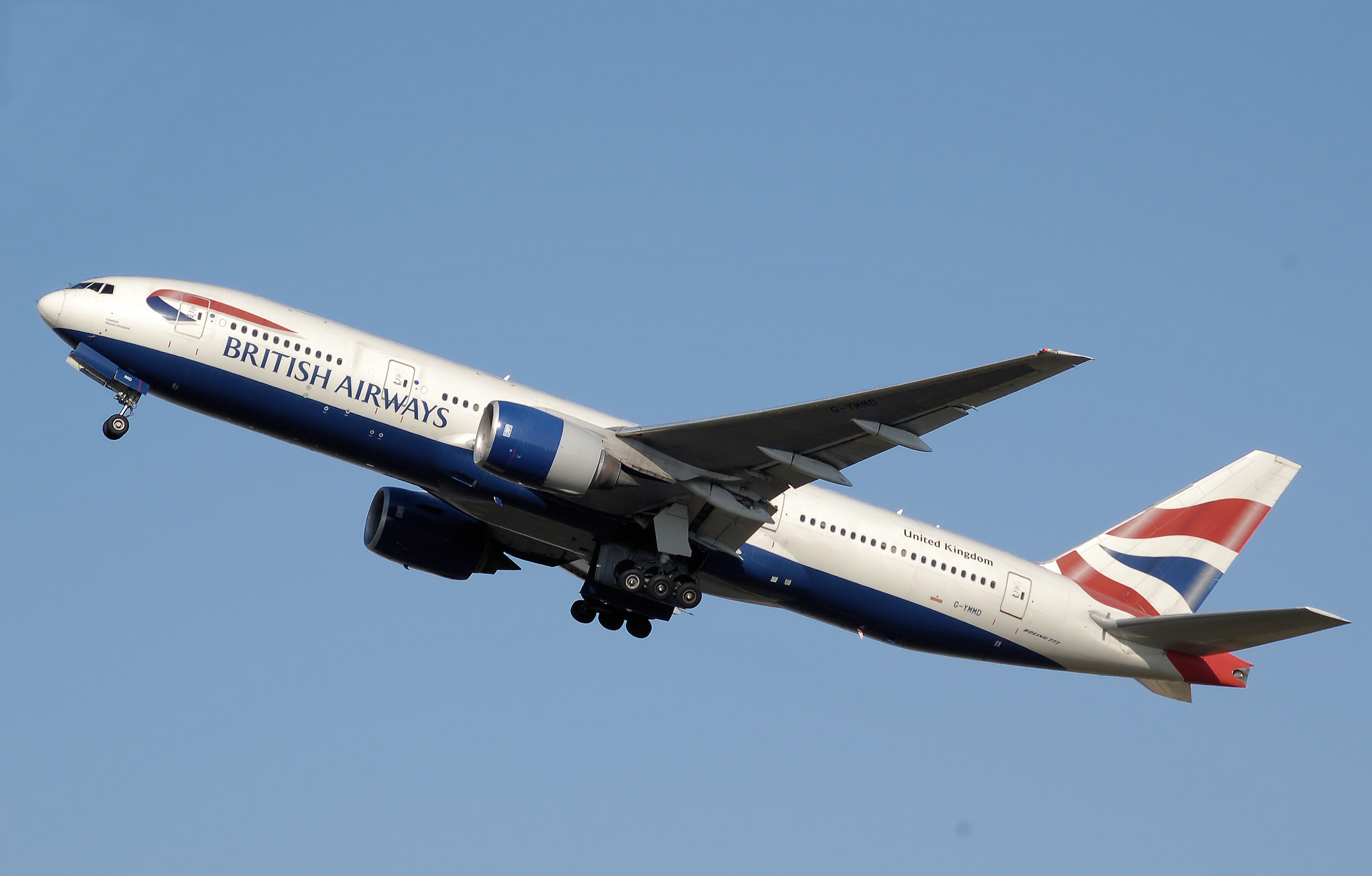
Boeing 777-200

British Airways, of afgekort BA, is de grootste luchtvaartmaatschappij in het Verenigd Koninkrijk en een van de grootste luchtvaartmaatschappijen van Europa met een groot aantal vluchten vanuit Europa naar Noord-Amerika. British Airways vliegt naar 188 bestemmingen over de hele wereld en maakt deel uit van de luchtvaartalliantie Oneworld. Samen met haar partners vliegt British Airways naar meer dan 600 bestemmingen over de gehele wereld. Het is een van de weinige luchtvaartmaatschappijen die naar alle continenten vliegt.

## Geschiedenis
British Airways is in 1974 gevormd door de fusie met de staatsbedrijven British Overseas Airways Corporation en de British European Airways. Hierdoor kreeg het Verenigd Koninkrijk in feite haar nationale luchtvaartmaatschappij.
In 1976 begon BA, evenals Air France, met het voeren van vluchten met de supersonische Concorde. De Concorde had een kruissnelheid van meer dan twee keer de snelheid van het geluid. De Concorde vloog voor het laatst bij British Airways op 24 oktober 2003 tussen New York en Heathrow. In 1981 werd Sir John King aangesteld om een privatisering van het bedrijf voor te bereiden. Zes jaar later, in februari 1987 werd British Airways naar de London Stock Exchange gebracht. In juli van datzelfde jaar nam BA tevens de tweede luchtvaartmaatschappij van het land over, British Caledonian.
Tijdens de jaren 90 maakte BA goede tijden door, met de slogan The World's Favourite Airline. Later nam het ook een belang van 25% in Qantas en kocht het Brymon Airways aan. In 1993 verliet Sir John King het bedrijf en werd vervangen door Colin Marshall. In 1999 maakte BA een crisis door, toen 84% minder winst binnenkwam. CEO Robert Ayling werd overgeplaatst in maart 2000. Opvolger Rod Eddington besloot door te gaan met het bezuinigen op de werkvloer, wat mede het gevolg was van de aanslagen op 11 september 2001. Op 8 september 2004 maakte BA bekend dat het 18,5% van zijn aandelen in Qantas zou verkopen, maar dat de strategische alliantie wel voortgezet zou worden, vooral op de Kangaroo Route.
In september 2005 kreeg BA een nieuwe CEO, de voormalige baas van Aer Lingus, Willie Walsh. Aan het begin van 2008 lanceerde BA een nieuwe dochtermaatschappij OpenSkies, die vooral gericht is op trans-Atlantische zakenreizigers.
In april 2015 trad British Airways samen met Iberia en Iberia Express toe tot de European Low Fares Airline Association (ELFAA). Dit zou meer aansluiten bij de toekomstvisie van de IAG met betrekking tot het liberaliseren van de luchtvaart (in Europa) vanwege de komst van lowcost maatschappijen en de groei van maatschappijen uit de Golfstaten. Kort voor het toetreden tot de ELFAA, heeft BA samen met het Spaanse Iberia en Air Berlin het lidmaatschap van de Association of European Airlines (AEA) opgezegd.

## Fusie met Iberia
Op 30 juli 2008 maakten BA en Iberia hun fusieplannen bekend. Het zou tot 12 november 2009 duren voordat een voorlopige overeenkomst werd getekend. In het nieuwe bedrijf krijgt BA 55% van de aandelen, momenteel heeft de Britse maatschappij al 13,5% van Iberia in bezit. De nieuwe onderneming wordt na Lufthansa en Air France-KLM de grootste luchtvaartonderneming van Europa.
Vlak voor de fusie telde British Airways nog ruim 40.000 werknemers en Iberia zo’n 20.000. BA beschikte over een vloot van 245 vliegtuigen en Iberia over 174 toestellen. Beide maatschappijen vullen elkaar goed aan. British Airways is sterk op de routes naar Noord-Amerika en Azië terwijl Iberia vooral op de routes naar Latijns-Amerika actief is.
Medio juli 2010 heeft de Europese Commissie de fusie goedgekeurd. Uit onderzoek van de EC is gebleken dat de samensmelting niet voor concurrentieproblemen zal zorgen. Beide bedrijven worden ondergebracht onder de naam International Airlines Group (IAG). IAG vervoert per jaar zo'n 58 miljoen passagiers naar 200 bestemmingen.

## Vloot
In onderstaand overzicht wordt de vloot van British Airways weergegeven per maart 2022.
| Vliegtuig            | Aantal in dienst | Bestellingen | Passagiers (First/Club World/ World Traveller Plus/World Traveller) | Inzet                      | Opmerkingen                                                                                   |
| -------------------- | ---------------- | ------------ | ------------------------------------------------------------------- | -------------------------- | --------------------------------------------------------------------------------------------- |
| Airbus A319          | 30               | 0            | 143 (0/0/0/143)                                                     | Europese vluchten          | Verdeling businessclass (Club Europe) en economyclass (Euro Traveller) naar vraag aanpasbaar. |
| Airbus A320          | 67               | 0            | 168 (0/0/0/168)                                                     | Europese vluchten          | Verdeling businessclass (Club Europe) en economyclass (Euro Traveller) naar vraag aanpasbaar. |
| Airbus A320 NEO      | 17               | 5            | 180 (0/0/0/180)                                                     | Europese vluchten          | Verdeling businessclass (Club Europe) en economyclass (Euro Traveller) naar vraag aanpasbaar. |
| Airbus A321          | 18               | 0            | 205 (0/0/0/205) 154 (0/23/0/131)                                    | Europese vluchten          | Verdeling businessclass (Club Europe) en economyclass (Euro Traveller) naar vraag aanpasbaar. |
| Airbus A321 NEO      | 10               | 3            | 220 (0/0/0/220)                                                     | Europese vluchten          | Verdeling businessclass (Club Europe) en economyclass (Euro Traveller) naar vraag aanpasbaar. |
| Airbus A350-1000 XWB | 10               | 8            | 331 (0/56/56/219)                                                   | Lange vluchten             | Laatste levering gepland voor 2023, Europa's grootste gebruiker van dit type                  |
| Airbus A380-800      | 12               | 0            | 469 (14/97/55/303)                                                  | Lange vluchten             | 7 in opslag, geplande terugkeer in dienst medio maart 2022                                    |
| Boeing 777-200ER     | 43               | 0            | 224 (14/48/40/122) 275 (0/48/24/203)                                | Lange vluchten             |                                                                                               |
| Boeing 777-300ER     | 16               | 0            | 299 (14/56/44/185)                                                  | Lange vluchten             |                                                                                               |
| Boeing 787-8         | 12               | 0            | 214 (0/35/25/154)                                                   | Europese en lange vluchten |                                                                                               |
| Boeing 787-9         | 18               | 0            | 216 (8/42/39/127)                                                   | Lange vluchten             |                                                                                               |
| Boeing 787-10        | 2                | 10           | 256 (8/48/35/165)                                                   | Lange vluchten             |                                                                                               |
| Totaal               | 255              | 28           |                                                                     |                            |                                                                                               |

## Hubs

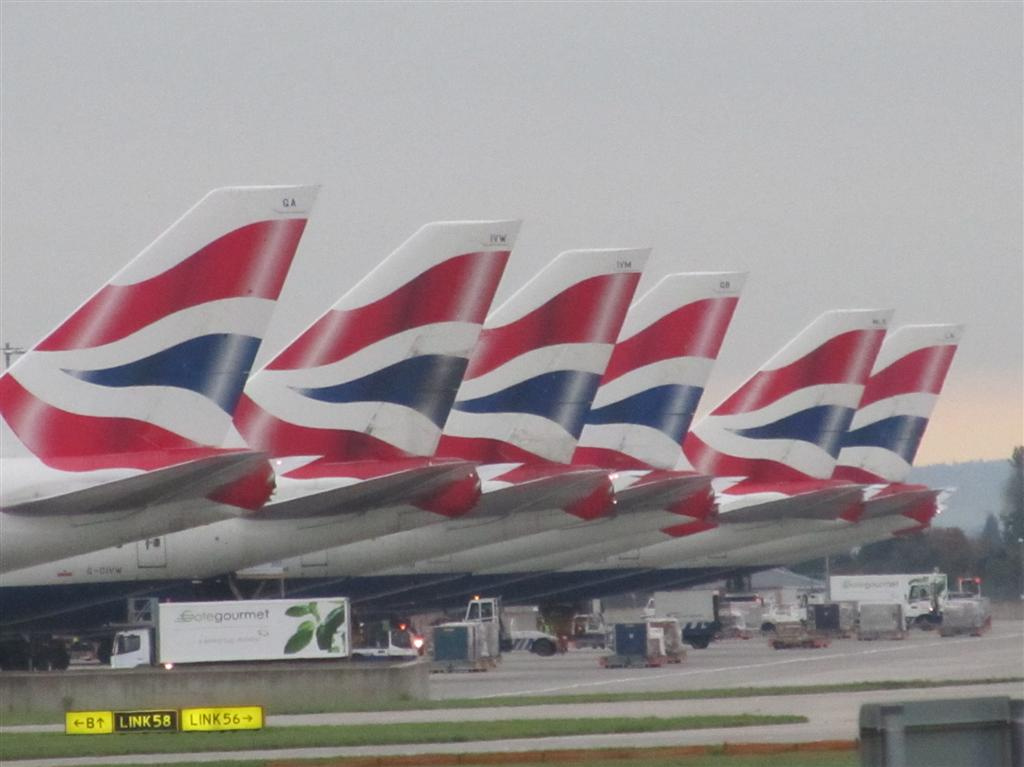
Boeing 747-400's van British Airways, Luchthaven Londen Heathrow.

De belangrijkste hubs en thuisbases van British Airways zijn Londen Heathrow en Londen Gatwick. Daarnaast opereert dochtermaatschappij BA CityFlyer vluchten vanaf haar hub London City Airport naar Europese bestemmingen.

## Reisklassen
British Airways hanteert op de intercontinentale vluchten de klassen First, Club World, World Traveller Plus en World Traveller. Op de Europese vluchten is het aantal klassen beperkt tot Club Europe en Euro Traveller, terwijl een vliegtuig binnen het Verenigd Koninkrijk slechts beschikt over één klasse (BA Domestic).

## Executive Club
Het frequent flyerprogramma van British Airways is de Executive Club. Het programma biedt frequente reizigers de mogelijkheid om zogenaamde "Avios" te verdienen die ingewisseld kunnen worden voor gratis vluchten (alleen belastingen), kortingen en upgrades naar hogere reisklassen. De hoeveelheid Avios die gespaard worden per vlucht is afhankelijk van de afgelegde afstand en van de reisklasse waarin gevlogen wordt. Naast Avios sparen deelnemers ook "Tier Points". Deze Tier Points stellen de deelnemers in staat om te groeien in rang binnen de Executive Club. Door te stijgen in rang kunnen aanvullende voordelen behaald worden als lounge-toegang, Avios-bonussen, voordeel op wachtlijsten en priority check-in. Britsh Airways hanteert de volgende rangen (Tiers) in de Executive Club:
- Blue (geen eisen)
- Bronze (minimaal 300 Tier Points en twee in aanmerking komende vluchten óf 25 in aanmerking komende vluchten)
- Silver (minimaal 600 Tier Points en vier in aanmerking komende vluchten óf 50 in aanmerking komende vluchten)
- Gold (minimaal 1500 Tier Points en vier in aanmerking komende vluchten).

## Dochterondernemingen
- BA CityFlyer is een dochteronderneming die alle vluchten binnen het Verenigd Koninkrijk en Europa uitvoert vanaf London City Airport.
- British Airways Worldcargo, ook een dochteronderneming die vracht vervoert naar 200 bestemmingen in meer dan 80 landen.
- OpenSkies verzorgt vluchten tussen New York en Parijs in omgebouwde Boeings 757 van BA met twee reisklassen: Biz bed (flat bed) en Biz seat. Een krap jaar heeft het ook een lijndienst tussen Amsterdam en New York onderhouden. In augustus 2009 is deze echter weer opgeheven. De geplande uitbreiding van bestemmingen is ook op de lange baan geschoven. Eerst wordt gewacht op economisch betere tijden voor de "all businessclass-maatschappij". British Airways wil(de) met OpenSkies gebruikmaken van de liberaliseringsovereenkomst ten aanzien van de luchtvaart tussen Europa en de Verenigde Staten.

## Financiën
In het boekjaar dat eindigde per 31 maart 2005 maakte British Airways de overstap van de Engelse boekhoudregels, UK GAAP, naar internationale boekhoudregels (IFRS). Voor dat specifieke boekjaar zijn de resultaten volgens beide boekhoudregels weergegeven. In de jaren na 31 maart 2005 zijn de resultaten volgens de internationale regels opgesteld. In 2010 stapte het bedrijf over van een gebroken boekjaar naar een normaal boekjaar dat samenvalt met een kalenderjaar. In hetzelfde jaar werd de fusie met Iberia een feit en worden er geen cijfers per aandeel meer gepubliceerd.
| Einde jaar              | Omzet (£m) | Bedrijfsresultaat/ (verlies) (£m) | Nettowinst/ (verlies) (£m) | Basic wpa (p) |
| ----------------------- | ---------- | --------------------------------- | -------------------------- | ------------- |
| 31 dec 2019             | 13.290     | 1921                              | 1109                       | n.b.          |
| 31 dec 2018             | 13.021     | 1952                              | 2091                       | n.b.          |
| 31 dec 2017             | 12.226     | 1774                              | 1447                       | n.b.          |
| 31 dec 2016             | 11.443     | 1473                              | 1345                       | n.b.          |
| 31 dec 2015             | 11.333     | 1264                              | 2508                       | n.b.          |
| 31 dec 2014             | 11.719     | 975                               | 702                        | n.b.          |
| 31 dec 2013             | 11.421     | 651                               | 281                        | n.b.          |
| 31 dec 2012             | 10.827     | 274                               | (100)                      | n.b.          |
| 31 dec 2011             | 9.987      | 518                               | 672                        | n.b.          |
| 31 dec 2010             | 6.683      | 342                               | 170                        | 13,6          |
| 31 maart 2010           | 7.994      | (231)                             | (425)                      | (38,5)        |
| 31 maart 2009           | 8.992      | (220)                             | (358)                      | (32,6)        |
| 31 maart 2008           | 8.753      | 875                               | 694                        | 59,2          |
| 31 maart 2007           | 8.492      | 602                               | 304                        | 25,5          |
| 31 maart 2006           | 8.515      | 705                               | 467                        | 40,4          |
| 31 maart 2005 (IFRS)    | 7.772      | 556                               | 395                        | 35,2          |
| 31 maart 2005 (UK GAAP) | 7.813      | 415                               | 251                        | 23,4          |
| 31 maart 2004           | 7.560      | 230                               | 130                        | 12,1          |
| 31 maart 2003           | 7.688      | 135                               | 72                         | 6,7           |
| 31 maart 2002           | 8.340      | (200)                             | (142)                      | (13,2)        |
| 31 maart 2001           | 9.278      | 150                               | 114                        | 10,5          |
| 31 maart 2000           | 8.940      | 5                                 | (21)                       | (2,0)         |
| 31 maart 1999           | 8.915      | 225                               | 206                        | 19,5          |
| 31 maart 1998           | 8.642      | 580                               | 460                        | 44,7          |
| 31 maart 1997           | 8.359      | 640                               | 553                        | 55,7          |
| 31 maart 1996           | 7.760      | 585                               | 473                        | 49,4          |

## Trivia
In juli 2019 kreeg BA een boete van £183 miljoen van de privacywaakhond Information Commissioner's Office (ICO). BA had te weinig gedaan aan de beveiliging waardoor hackers wekenlang toegang hadden tot persoonlijke gegevens van passagiers.